# Азарьонок Юрій Володимирович
Азарьонок Юрій Володимирович (27 лютого 1965 , Рудня, Вітебська область  — 27 лютого 2025 ) — білоруський проросійський журналіст, пропагандист, режисер та громадський діяч. Автор найодіозніших фільмів про білоруську опозицію. Працював заступником голови Белтелерадіокомпанії та в пресслужбі прокуратури Білорусі.

## Життєпис
На початку 1990-х приєднався до політичної партії «Славянскі сабор Белая Русь». Став популярним після створення документального фільму «Ненависть: діти брехні» 1995 року, в якому він порівняв опис колабораціоністів часів Другої світової війни та сучасних білоруських націоналістів. Фільм, показаний напередодні референдуму 1995 року, викликав великий резонанс у суспільстві. 1996 року зняв фільм «За лаштунками» про зв'язок білоруської опозиції з іноземними політичними та фінансовими силами.
2000 року став керівником літературно-драматичного видання Белтелерадіокомпанії.
Напередодні президентських виборів 2001 року він створив документальну серію «Таємні джерела політики», яка негативно висвітлювала діяльність опозиції та різних іноземних фондів та центрів. Після президентських виборів очолював інформаційний відділ Білоруської патріотичної спілки молоді.
У квітні 2003 року призначений речником Генеральної прокуратури Білорусі.
2 червня 2005 року указом Лукашенка призначений заступником голови Національної телерадіокомпанії Білорусі. 13 червня 2008 року Указом президента № 331 звільнений з цієї посади. Згідно з документом, його звільнено «за вчинення злочину, несумісного з перебуванням на державній службі».
Юрій Азарьонок вважається прихильником Віктора Шеймана, білоруського політика в колі Лукашенка, прихильника крутих і радикальних дій. У квітні 2006 року Азарьонку заборонили в'їзд до США та Євросоюзу за активну підтримку режиму Лукашенка.

## Сім'я
Син Юрія Азарьонка Григорій також відомий як телевізійний пропагандист режиму Лукашенко, особливо у зв'язку з протестами 2020—2021 років.

## Нагороди
- Премія Парламентської асамблеї Союзу Білорусі та Росії «За довіру до моральних ідеалів у кіно» за фільм «Духовна війна» (2006)
- Президентська премія «За духовне відродження» за створення авторської телепрограми «Теорія змови» (2005).